# Ivașkivți, Turka
Ivașkivți (în ucraineană Івашківці) este un sat în comuna Krîvka din raionul Turka, regiunea Liov, Ucraina.

## Demografie
Componența lingvistică a localității Ivașkivți
     Ucraineană (98,08%)
Conform recensământului din 2001, majoritatea populației localității Ivașkivți era vorbitoare de ucraineană (98,08%), existând în minoritate și vorbitori de polonă (1,92%).